# Преда, Штефан
Штефан Преда (рум. Ștefan Preda, 18 июня 1970) — румынский футболист, выступавший на позиции вратаря за сборную Румынии.

## Клубная карьера
Штефан Преда начинал свою профессиональную карьеру футболиста в румынском клубе «Петролул» из своего родного города. 13 июня 1993 года он дебютировал в румынской Дивизии А, сыграв в домашнем матче против «Фарула». В 1997 году Преда перешёл в бухарестское «Динамо», с которым в 2000 году стал чемпионом Румынии. С начала 2001 года вратарь почти ежегодно менял клубы, успев при этом пару раз возвратиться в «Динамо». Последний свой матч в главной румынской лиге Преда провёл 1 октября 2005 года, защищая ворота «Арджеша» в гостевом поединке с «Фарулом». Затем он ещё выступал за «Унирю Урзичени» и «Брази» в Дивизии B, после чего завершил свою игровую карьеру.

## Карьера в сборной
1 июня 1994 года Штефан Преда дебютировал за сборную Румынии в домашнем товарищеском матче против команды Словении, выйдя на замену на 79-й минуте.
Вратарь был включён в состав сборной Румынии на чемпионат мира по футболу 1994 года в США, но играл роль резервного голкипера и на поле в рамках турнира так и не вышел.
15 февраля 1995 года Преда провёл свой последний матч за национальную команду, при этом он стал единственным, который вратарь отыграл полностью. Румыны тогда сыграли вничью (1:1) в гостевой товарищеской игре с Турцией.

## Достижения
«Петролул»
- Обладатель Кубка Румынии (1): 1994/95

 «Динамо Бухарест»
- Чемпион Румынии (2): 1999/00, 2003/04
- Обладатель Кубка Румынии (2): 1999/00, 2003/04

Личные
- Почётный гражданин Бухареста: 1994[5]
- Орден «За спортивные заслуги» III степени I типа: 2008[6]